# SC Angrense
El SC Angrense es un equipo de fútbol de Portugal que juega en el Campeonato de fútbol de la Azores, la quinta categoría de fútbol en el país.

## Historia
Fue fundado el 22 de noviembre del año 1929 en la municipalidad de Angra do Heroísmo de la isla Terceira del archipiélago de las Azores como un club multideportivo, aunque sus orígenes datan de inicios del siglo XX cuando llegaron unos futbolistas provenientes de Inglaterra, alojándose en Bahía do Agra, cerca del Fuerte de São João Baptista.
Los primeros equipos fueron desorganizados, pero el 4 de agosto de 1921 crearon la Associação de Foot-Ball de Angra do Heroísmo, y el club fue formado por el núcleo proveniente de la União Desportiva dos Empregados do Comércio, uno de los clubes más viejos de Terceira, el cual desapareció y dio origen a varios clubes como Club Desportivo Angrense, a Os Caveiras y al Sporting Club da Terceira.

### Unión
Los clubes que se originaron tras la desaparición del União Desportiva dos Empregados do Comércio decidieron fusionarse el 22 de noviembre de 1929 para crear al SC Angrense, aunque fue organizado oficialmente el 1 de diciembre de ese año y aprobado por el gobernador de Angra do Heroísmo el 14 de enero de 1942.
Su primer partido lo jugaron un mes después de su fundación ante el Lusitânia SC, el cual ganó el Angrense 4-3, dando inicio a la rivalidad de ambos clubes y su uniforme era a rayas rojo y negro, similar al del SC Terceira; y su segundo uniforme era todo negro en relación con el desaparecido CD Angrense.

## Palmarés
- Liga Regional de las Azores: 2

2013/14, 2021/22